# Biên tập phim

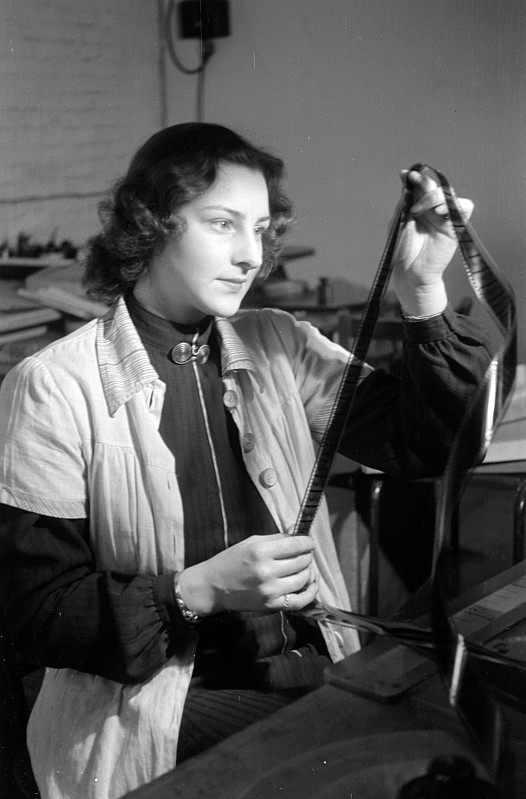
Một biên tập viên phim tại nơi làm việc vào năm 1946.

Biên tập phim vừa là một quá trình sáng tạo vừa là một phần kỹ thuật của hậu kỳ sản xuất của quá trình làm phim. Thuật ngữ này bắt nguồn từ quá trình làm việc truyền thống với phim ảnh ngày càng liên quan đến việc sử dụng công nghệ kỹ thuật số.
Biên tập phim làm việc với các cảnh quay thô, chọn các cảnh quay và kết hợp chúng thành các phân đoạn mà tạo ra một hình ảnh chuyển động hoàn chỉnh. Chỉnh sửa phim được mô tả như một nghệ thuật hoặc kỹ năng, nghệ thuật duy nhất duy nhất cho điện ảnh, tách biệt việc làm phim với các loại hình nghệ thuật khác trước nó, mặc dù có sự tương đồng với quá trình chỉnh sửa trong các hình thức nghệ thuật khác như thơ và viết tiểu thuyết. Chỉnh sửa phim thường được gọi là "nghệ thuật vô hình"  bởi vì khi nó được thực hành tốt, người xem có thể bị cuốn hút đến mức họ không nhận thức được công việc của người biên tập viên.
Ở cấp độ cơ bản nhất của nó, chỉnh sửa phim là nghệ thuật, kỹ thuật và thực hành lắp ráp các cảnh quay thành một chuỗi mạch lạc. Công việc của một biên tập viên không chỉ đơn giản là để miếng một cách máy móc đặt của một bộ phim với nhau, cắt ra khỏi bộ phim các đoạn hình có clapperboard hoặc chỉnh sửa đoạn đối thoại. Một biên tập viên phim phải làm việc sáng tạo với các lớp hình ảnh, câu chuyện, lời thoại, âm nhạc, nhịp độ, cũng như diễn xuất của các diễn viên để "tưởng tượng lại" một cách hiệu quả và thậm chí viết lại bộ phim để tạo nên một tổng thể gắn kết. Biên tập viên thường đóng một vai trò năng động trong quá trình làm phim. Đôi khi, các đạo diễn phim auterist đã tham gia chỉnh sửa các bộ phim của riêng họ, ví dụ, Akira Kurosawa, Bahram Beyzai, Steven Soderbergh và anh em nhà Coen.
Với sự ra đời của chỉnh sửa kỹ thuật số, các biên tập viên phim và trợ lý của họ đã trở thành người chịu trách nhiệm cho nhiều lĩnh vực làm phim từng là trách nhiệm của người khác. Chẳng hạn, trong những năm qua, các biên tập viên hình ảnh chỉ xử lý hình ảnh đó. Các biên tập viên hiệu ứng hình ảnh âm thanh, âm nhạc và (gần đây hơn) xử lý các tính thực tế của các khía cạnh khác của quá trình chỉnh sửa, thường là dưới sự chỉ đạo của biên tập viên và đạo diễn hình ảnh. Tuy nhiên, các hệ thống kỹ thuật số đã ngày càng đặt những trách nhiệm này lên biên tập viên hình ảnh. Điều phổ biến, đặc biệt là trên các bộ phim có ngân sách thấp hơn, đôi khi biên tập viên sẽ cắt nhạc tạm thời, giả lập hiệu ứng hình ảnh và thêm hiệu ứng âm thanh tạm thời hoặc thay thế âm thanh khác. Những yếu tố tạm thời này thường được thay thế bằng các yếu tố cuối cùng tinh tế hơn được tạo ra bởi các nhóm được thuê làm hiệu ứng âm thanh, âm nhạc và hình ảnh để hoàn thành bộ phim.

## Lịch sử
Những bộ phim ban đầu là những bộ phim ngắn là một cảnh quay dài, tĩnh và bị khóa. Chuyển động trong cảnh quay là tất cả những gì cần thiết để gây cười cho khán giả, vì vậy những bộ phim đầu tiên chỉ đơn giản cho thấy hoạt động như giao thông di chuyển dọc theo một con đường thành phố. Không có câu chuyện và không có chỉnh sửa. Mỗi bộ phim chạy miễn là có phim trong máy ảnh. 

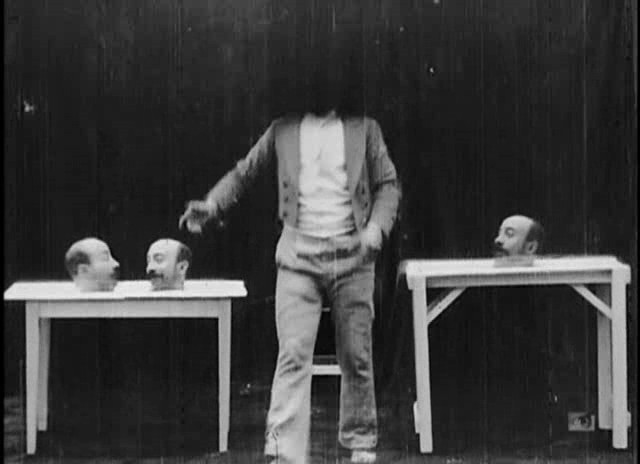
Ảnh chụp màn hình từ The Four Troublesome Heads, một trong những bộ phim đầu tiên có nhiều lần phơi sáng.

Việc sử dụng chỉnh sửa phim để thiết lập tính liên tục, liên quan đến hành động chuyển từ chuỗi này sang chuỗi khác, được quy cho nhà tiên phong điện ảnh người Anh  Robert W. Paul, Come Come, Do!, được thực hiện vào năm 1898 và là một trong những bộ phim đầu tiên có nhiều cảnh quay. Trong cảnh quay đầu tiên, một cặp vợ chồng già đang ăn trưa bên ngoài một triển lãm nghệ thuật và sau đó đi theo những người khác qua cửa. Cảnh quay thứ hai cho thấy những gì họ làm bên trong. 'Máy quay phim số 1' năm 1896 của Paul là máy ảnh đầu tiên có tính năng quay ngược, cho phép các cảnh phim tương tự được phơi sáng nhiều lần và từ đó tạo ra các vị trí siêu lớn và nhiều lần phơi sáng. Một trong những bộ phim đầu tiên sử dụng kỹ xảo này, The Four Troublesome Heads của Georges Méliès từ năm 1898, được sản xuất với máy ảnh của Paul.
Sự phát triển hơn nữa của tính liên tục của hành động trong các bộ phim nhiều cảnh quay tiếp tục vào năm 1899-1900 tại Trường Brighton ở Anh, nơi nó được George Albert Smith và James Williamson khẳng định. Vào năm đó, Smith đã thực hiện As Seen Through a Telescope, trong đó cảnh quay chính cho thấy cảnh đường phố với một thanh niên buộc dây giày và sau đó vuốt ve chân bạn gái, trong khi một ông già quan sát điều này qua kính viễn vọng. Sau đó, có một cắt cảnh để chuyển sang quay gần bàn tay vào chân cô gái được hiển thị bên trong một mặt nạ hình tròn màu đen, và sau đó là một cắt cảnh để trở lại tiếp tục với cảnh ban đầu. 
Đáng chú ý hơn nữa là Attack on a China Mission Station của James Williamson, được thực hiện vào khoảng năm 1900. Phát súng đầu tiên cho thấy cánh cổng đến trạm truyền giáo từ bên ngoài bị phiến quân Nghĩa Hòa Đoàn Trung Quốc tấn công và phá vỡ, sau đó cảnh bị cắt và chuyển đến khu vườn của trạm truyền giáo, nơi một trận chiến nảy lửa xảy ra. Một nhóm vũ trang gồm các thủy thủ người Anh đã đến để đánh bại các phiến quân và giải cứu gia đình của nhà truyền giáo. Bộ phim đã sử dụng " góc quay ngược " đầu tiên trong lịch sử điện ảnh.
James Williamson tập trung vào việc làm những bộ phim hành động từ một nơi được chiếu trong một cảnh này đến cảnh tiếp theo được thể hiện trong một cảnh quay khác trong các bộ phim như Stop Thief! và Fire!, được thực hiện vào năm 1901, và nhiều người khác. Ông cũng đã thử nghiệm cận cảnh, và có lẽ là người cực đoan nhất trong The Big Swallow, khi nhân vật của anh ta tiếp cận máy ảnh và có vẻ như đã nuốt nó. Hai nhà làm phim của Trường Brighton cũng tiên phong trong việc chỉnh sửa bộ phim; họ pha màu cho tác phẩm của mình bằng màu sắc và sử dụng kỹ xảo nhiếp ảnh để tăng cường khả năng kể chuyện. Đến năm 1900, các bộ phim của họ là những cảnh kéo dài tới 5 phút.

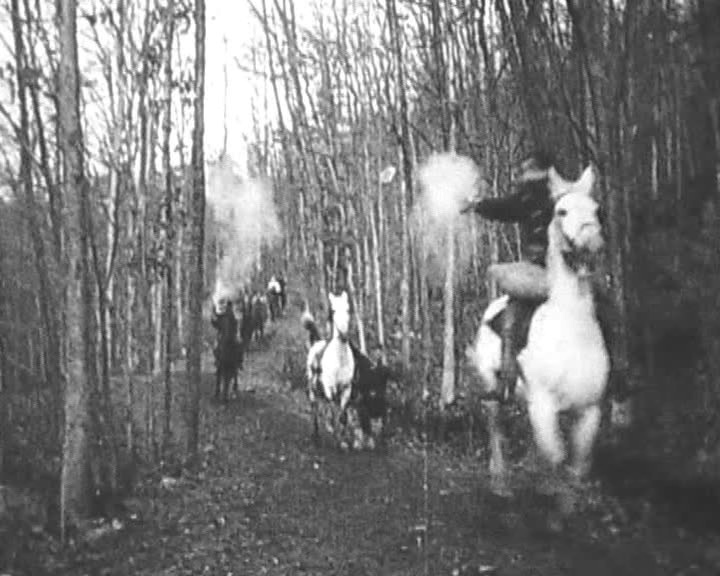
Cảnh trong The Great Train Robbery (1903), do Edwin Stanton Porter đạo diễn

Các nhà làm phim khác sau đó đã tiếp nhận tất cả những ý tưởng này, bao gồm Edwin S. Porter người Mỹ, người bắt đầu làm phim cho Công ty Edison vào năm 1901. Porter đã làm việc trên một số bộ phim nhỏ trước khi thực hiện Life of a American Fireman vào năm 1903. Bộ phim là bộ phim đầu tiên của Mỹ có cốt truyện, có hành động, và thậm chí là một cảnh quay tay kéo chuông báo cháy. Bộ phim bao gồm một câu chuyện liên tục trong bảy cảnh, được thực hiện trong tổng số chín lần quay. Ông đặt chuyển cảnh nhòe dần giữa mọi lần quay, giống như Georges Méliès đã làm, và ông cũng thường xuyên có hành động tương tự lặp đi lặp lại trên các lần nhòe chuyển cảnh. Bộ phim của ông, The Great Train Robbery (1903), có thời gian chạy mười hai phút, với hai mươi cảnh riêng biệt và mười địa điểm trong nhà và ngoài trời khác nhau. Ông đã sử dụng phương pháp chỉnh sửa cắt xuyên suốt để thể hiện hành động đồng thời ở những nơi khác nhau.
Những đạo diễn phim đầu tiên này đã phát hiện ra các khía cạnh quan trọng của ngôn ngữ hình ảnh chuyển động: rằng hình ảnh màn hình không cần hiển thị một người hoàn chỉnh từ đầu đến chân và việc ghép hai bức ảnh lại với nhau tạo ra trong tâm trí người xem một mối quan hệ theo ngữ cảnh. Đây là những khám phá quan trọng khiến cho tất cả các hình ảnh chuyển động kể chuyện không phải trực tiếp hoặc không trực tiếp trên truyền hình và truyền hình đều có thể chụp được (trong trường hợp này, toàn bộ cảnh vì mỗi cảnh quay là một cảnh hoàn chỉnh) có thể được chụp ở các địa điểm khác nhau một khoảng thời gian (giờ, ngày hoặc thậm chí vài tháng) và kết hợp thành một tổng thể tường thuật. The Great Train Robbery chứa các cảnh quay trên các trạm điện báo, nội thất xe lửa và vũ trường, với các cảnh ngoài trời tại một tháp nước đường sắt, trên chính con tàu, tại một điểm dọc theo đường ray và trong rừng. Nhưng khi những tên cướp rời khỏi trạm điện báo và nổi lên tại tháp nước, khán giả tin rằng những tên cướp đã đi ngay lập tức từ cảnh này sang cảnh khác. Hoặc rằng khi họ leo lên tàu trong một cảnh và vào toa hành lý trong cảnh tiếp theo, khán giả tin rằng họ đang ở trên cùng một chuyến tàu.
Vào khoảng năm 1918, đạo diễn người Nga Lev Kuleshov đã làm một thí nghiệm chứng minh điểm này. Ông lấy một đoạn phim cũ quay cận cảnh mặt của một diễn viên người Nga nổi tiếng và nối tiếp bằng một cảnh quay một bát súp, sau đó với một sân chơi trẻ em  với một con gấu bông, sau đó với một cảnh một bà già trong một quan tài. Khi ông chiếu phim này cho mọi người, họ đã ca ngợi diễn xuất của nam diễn viên về sự đói khát của anh ấy khi nhìn thấy món súp, niềm vui thích ở đứa trẻ và sự đau buồn khi nhìn người phụ nữ đã chết. Tất nhiên, cảnh quay của nam diễn viên là nhiều năm trước các cảnh quay khác và anh ta không bao giờ "nhìn thấy" bất kỳ vật phẩm nào. Hành động đơn giản của việc ghép các cảnh quay theo trình tự đã tạo nên mối quan hệ.

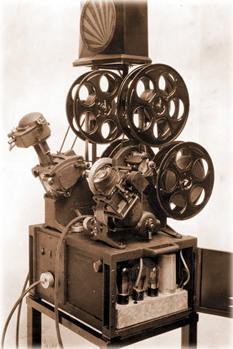
Máy biên tập phim ban đầu: một máy Moviola thẳng đứng.

### Công nghệ chỉnh sửa phim
Trước khi sử dụng rộng rãi kỹ thuật số hệ thống chỉnh sửa phi tuyến tính, chỉnh sửa đầu tiên của tất cả các bộ phim được thực hiện với một bản sao dương bản phim được gọi là một bộ phim workprint (cutting copy trong Vương quốc Anh) bằng việc cắt và nối lại từng đoạn phim với nhau. Các đoạn phim sẽ được cắt bằng tay và gắn với nhau bằng băng dính và sau đó theo thời gian, keo dán. Biên tập viên rất chính xác; nếu họ cắt sai hoặc cần một bản in dương bản mới, sẽ tốn chi phí sản xuất và thời gian để phòng thí nghiệm in lại đoạn phim. Ngoài ra, mỗi lần tái bản làm âm bản có nguy cơ bị hỏng. Với việc phát minh ra một máy cắt và xâu chuỗi máy với một máy biên tập kiêm xem phim như Moviola hoặc máy "phẳng" như K.-E.-M. hoặc Steenbeck, quá trình chỉnh sửa tăng tốc một chút và các vết cắt trở nên sạch sẽ và chính xác hơn. Thực hành chỉnh sửa với máy Moviola là phi tuyến tính, cho phép biên tập viên đưa ra các lựa chọn nhanh hơn, một lợi thế lớn để chỉnh sửa các bộ phim truyền hình cho truyền hình có thời gian rất ngắn để hoàn thành công việc. Tất cả các hãng phim và các công ty sản xuất sản xuất phim cho truyền hình đều cung cấp công cụ này cho các biên tập viên của họ. Máy chỉnh sửa phim phẳng được sử dụng để phát lại và tinh chỉnh các vết cắt, đặc biệt là trong các phim truyện và phim được làm cho truyền hình vì chúng ít ồn hơn và sạch hơn để làm việc. Chúng được sử dụng rộng rãi để sản xuất phim tài liệu và kịch trong Cục Điện ảnh của BBC. Được vận hành bởi một nhóm gồm hai người, một biên tập viên và biên tập viên trợ lý, quá trình tinh tế này đòi hỏi kỹ năng đáng kể nhưng cho phép các biên tập viên làm việc cực kỳ hiệu quả.